# Trichomycterus rivulatus
Trichomycterus rivulatus és una espècie de peix de la família dels tricomictèrids i de l'ordre dels siluriformes.

## Morfologia
Els mascles poden assolir els 37,4 cm de llargària total.

## Distribució geogràfica
Es troba a Sud-amèrica: oest de Bolívia, el Perú i nord de Xile, incloent-hi el llac Titicaca.